# 云枫街道
云枫街道，是中华人民共和国重庆市开州区下辖的一个乡镇级行政单位。

## 行政区划
云枫街道下辖以下地区：
长青社区、龙珠社区、宝华社区、永先社区、平桥社区、兴合社区、关子社区、观音桥社区、永安社区和寨子坪社区。